# Tilimuqui
Tilimuqui är en ort i Argentina.   Den ligger i provinsen La Rioja, i den nordvästra delen av landet, 1 000 km nordväst om huvudstaden Buenos Aires. Tilimuqui ligger 953 meter över havet och antalet invånare är 279.
Terrängen runt Tilimuqui är platt österut, men västerut är den kuperad. Runt Tilimuqui är det glesbefolkat, med 9 invånare per kvadratkilometer.. Närmaste större samhälle är Los Sarmientos, 5,4 km väster om Tilimuqui.
Omgivningarna runt Tilimuqui är i huvudsak ett öppet busklandskap.